# Дю Бьеф, Жаклин
Жаклин дю Бьеф (фр. Jacqueline du Bief; род. 4 декабря 1930) — французская фигуристка, выступавшая в одиночном катании, бронзовая медалистка зимних Олимпийских игр 1952 года, чемпионка мира, шестикратная чемпионка Франции, трёхкратная медалистка чемпионатов Европы. Участница зимних Олимпийских игр в 1948 году. Отличалась изяществом и стилем программ. Её тренировала Жаклин Водекран. В 1952 году ушла в профессионалы.

## Результаты
| Соревнование            | 1947 | 1948 | 1949 | 1950 | 1951 | 1952 |
| ----------------------- | ---- | ---- | ---- | ---- | ---- | ---- |
| Зимние Олимпийские игры |      | 16   |      |      |      | 3    |
| Чемпионаты мира         |      | 18   | 9    | 6    | 2    | 1    |
| Чемпионаты Европы       |      |      | 7    | 3    | 2    | 2    |
| Чемпионаты Франции      | 1    | 1    | 1    | 1    | 1    | 1    |